# Файерзингер, Вольфганг
Вольфганг Файерзингер (нем. Wolfgang Feiersinger; родился 30 января 1965 года в Зальфельден-ам-Штайнернен-Мер, Австрия) — австрийский футболист, защитник, известный по выступлениям за «Боруссию» (Дортмунд), «Аустрию» и сборную Австрии. Участник чемпионата мира 1998 года.

## Клубная карьера
Файзерзингер начал карьеру в клубе из своего родного города, в 1986 году он поступил в академию «Аустрии». В 1989 году Вольфганг дебютировал в австрийской Бундеслиге. Он быстро завоевал место в основе и стал лидером команды. Файерзингер дважды помог «Аустрии» выиграть чемпионат и завоевать Кубок Австрии. В 1994 году он вывел клуб в финал кубка УЕФА, где команда уступила миланскому «Интернационале».
В 1996 году Вольфганг перешёл в дортмундскую «Боруссии». В 1996 году Файерзингер стал победителем Лиги чемпионов. Он сыграл в полуфинале против английского «Манчестер Юнайтед», но не принял участия в финале против «Ювентуса», так как восстановившийся после травмы Матиас Заммер занял его место в заявке. В том же году Вольфганг помог «Боруссии» стать обладателем Межконтинетального кубка. Из-за высокой конкуренции в составе он нечасто выходил на поле в основе.
В 2000 году Файерзингер вернулся на родину, подписав соглашение с ЛАСКом. Он отыграл один сезон, после чего вернулся в родную «Аустрию», где и завершил карьеру в конце сезона.

## Международная карьера
21 августа 1990 года в товарищеском матче против сборной Швейцарии Файерзингер дебютировал за сборную Австрии. В 1998 году он попал в заявку национальной команды на участие в чемпионате мира во Франции. На турнире Вольфганг сыграл в матчах против команд Италии, Камеруна и Чили.

## Достижения
Командные
 «Аустрия»
- Чемпионат Австрии по футболу — 1993/94
- Чемпионат Австрии по футболу — 1994/95
- Обладатель Кубка Австрии — 1994
- Обладатель Кубка Австрии — 1995

 «Боруссия» (Дортмунд)
- Обладатель Кубка чемпионов — 1996/97
- Обладатель Межконтинентального кубка — 1997